# هویت (فیلم ۲۰۱۵)
هویت یا خلق و خو (به انگلیسی: Temper) فیلمی هندی محصول سال ۲۰۱۵ و به کارگردانی پوری جاگاناد است. در این فیلم بازیگرانی همچون ان.تی راما رائو جونیور، کجال آگاروال، پراکاش راج، مدهوریما، کوتا سرینیواسا راو، ساپتاگیری، سونیا آگراوال و نورا فتحی ایفای نقش کرده‌اند.